# Aristelliger
Aristelliger – rodzaj jaszczurek z rodziny Sphaerodactylidae.

## Zasięg występowania
Rodzaj obejmuje gatunki występujące w Meksyku, Belize, Hondurasie, na Kubie, Jamajce, Kajmanach, Bermudach, Bahamach, wyspie Navassa, Karaibach i w Kolumbii. 

## Systematyka
Rodzaj zdefiniował w 1861 roku paleontolog i zoolog Edward Drinker Cope w artykule poświęconym opisowi nowych rodzajów jaszczurek opublikowanym na łamach Proceedings of the Academy of Natural Sciences of Philadelphia. Gatunkiem typowym jest (późniejsze oznaczenie) Aristelliger lar.

### Etymologia
- Aristelliger: gr. αρι- ari- ‘bardzo, dobry’[7]; łac. stella ‘gwiazda’[8]; łac. -gera ‘-noszący’, od gerere ‘nosić’[9].
- Idiodactylus: gr. ιδιος idios ‘osobliwy’; δακτυλος daktulos ‘palec’[2]. Gatunek typowy (oznaczenie monotypowe): Idiodactylus georgeensis Bocourt, 1873.
- Aristelligella: rodzaj Aristelliger Cope, 1861; łac. przyrostek zdrabniający -ella[10]. Gatunek typowy (oryginalne oznaczenie):  Aristelligella barbouri Noble & Klingel, 1932.

### Podział systematyczny
Do rodzaju należą następujące gatunki: 
- Aristelliger barbouri Noble & Klingel, 1932
- Aristelliger cochranae Grant, 1931
- Aristelliger expectatus Cochran, 1933
- Aristelliger georgeensis (Bocourt, 1873)
- Aristelliger hechti Schwartz & Crombie, 1975
- Aristelliger lar Cope, 1862
- Aristelliger nelsoni Barbour, 1914
- Aristelliger praesignis (Hallowell, 1856)
- Aristelliger reyesi Díaz & Hedges, 2009